# コタイ西駅
コタイ西駅（コタイにしえき）は、中華人民共和国マカオ特別行政区コタイに位置するマカオLRTタイパ線の駅。中国名に従い「路氹西駅」と称されることもある。

## 歴史
- 2019年12月10日: 開業[1]。

## 隣の駅
マカオLRT
■タイパ線
排角駅 - コタイ西駅 - 蓮花駅